# نبرد قندهار (۱۴۰۰)
نبرد قندهار (۱۴۰۰) در ۹ ژوئیه ۲۰۲۱ آغاز شد و در ۱۲ اوت ۲۰۲۱ زمانی که طالبان کنترل شهر قندهار را از نیروهای امنیتی ملی افغانستان (ANSF) به دست آوردند، پایان یافت. پس از نبردهای سنگین به مدت هفته‌ها، جنبه‌های ایستادگی شهر در ماه اوت منحل شده بود. این امر به طالبان اجازه داد تا در ۱۲ اوت ۲۰۲۱ وارد اکثر مناطق شهر شود و از جمله زندان سرپوسا که شامل آزادی بیش از ۱۰۰۰ زندانی بود توسط ستیزه‌جویان فتح شد. و در نهایت منجر به تصرف کامل شهر گردید.

## زمینه
قندهار، دومین شهر بزرگ افغانستان و مرکز استان قندهار، شهری بود که به شدت از آن محافظت می‌شد و توسط نیروهای ارتش ملی افغانستان (ANA) این حفاظت صورت می‌گرفت. با این حال، در بحبوحه حملات طالبان در سال ۲۰۲۱، طالبان حملات سراسری را بر شهر انجام دادند و با پاره شدن خطوط دفاع، بسیاری به دلیل ترس از اسارت توسط طالبان از شهر فرار کردند.
همزمان با خروج بیشتر سربازان ایالات متحده از افغانستان، حملات طالبان وحشیانه و گسترده‌تر شده بود و بسیاری از مراکز استان‌ها به دست گروه افتاد، نیروهای اردوی ملی مجبور شدند در جاهای دیگر متمرکز شوند و دفاعیات شهر را تضعیف کنند. اینها به طالبان اجازه داده بود تا بسیاری از ولسؤالی‌های اطراف، از جمله اسپین بولدک را تصرف کنند. با این کار، ارتش طالبان وارد شهر قندهار شده و درگیری‌های سنگینی را آغاز کردند. که در نهایت منجر به سقوط شهر گردید.